# Anton Josef Schatz

Anton Josef Schatz

Anton Josef Schatz (* 12. Juni 1902 in Telfs; † 5. Januar 1968 in Hohenems) war ein österreichischer Politiker (NSDAP).

## Leben und Wirken
Nach dem Besuch der Volksschule erlernte Schatz im Geschäft seiner Eltern das Fleischer- und Selchergewerbe. 1920 ging er zur weiteren Berufsausbildung nach Innsbruck, um ab 1922 erneut für seine Eltern zu arbeiten. 1923 gründete er die Fleischhauerfachgenossenschaften Telfs, Imst und Landeck. Im selben Jahr begann er sich politisch in der Heimwehrortsgruppe von Telfs zu engagieren.
1924 wurde Schatz Ortsgruppenleiter des Handels- und Gewerbebundes. Von 1926 bis 1930 saß er im Tiroler Gewerberat.
Am 9. November 1931 trat Schatz in die NSDAP ein (Mitgliedsnummer 613.917). Im Mai 1933 wurde er erstmals wegen seiner nationalsozialistischen Tätigkeit verhaftet, wiewohl die Haft nur einen Tag andauerte. Am 12. Juni 1933 wurde er erneut inhaftiert, diesmal für vierzehn Tage. Eine dritte Verhaftung am 30. Januar 1934 mündete im Transport in das Anhaltelager Wöllersdorf, wo er bis Ende April 1934 verblieb. 1937 wurde er zu vier Monaten Kerker und zu sechs Monaten Arrest verurteilt, von denen er fünfeinhalb absaß. Zum 15. Juni 1936 trat er der SS bei (SS-Nummer 295.551), 1941 erreichte er den Rang eines Hauptsturmführers.
Seit 1933 amtierte Schatz als Bezirkspropagandaleiter. 1934 folgte die Ernennung zum Bezirksleiter von Telfs und von 1935 bis 1938 zum Kreisleiter von Telfs. In dieser Eigenschaft wurde er im Frühjahr 1937 mit Reorganisation der Kreise Imst und Landeck beauftragt. 1938 wurde er Landeshandwerksmeister im Alpenland und Vorsitzender der Handwerkskammer in Innsbruck. 
Von April 1938 bis zum Ende des NS-Regimes im Frühjahr 1945 gehörte Schatz als Abgeordneter für Österreich dem nach den Anschluss umbenannten Großdeutschen Reichstag an.
Von November 1939 bis zum April 1940 nahm er als Soldat am Zweiten Weltkrieg teil.
Anton Schatz wurde 1945 von der französischen Besatzungsmacht in Tirol festgenommen und Interniert. Im Jahr 1948 wurde er vom Volksgericht Innsbruck wegen seiner Betätigung für die in Österreich verbotene NSDAP vor 1938 unter Berücksichtigung von Milderungsgründen zu eineinhalb Jahren schweren Kerkers vertrurteilt. Da das Gericht die Internierungs- und Untersuchungshaft anrechnete, wurde die Strafe als verbüßt betrachtet.